# ᵭ
ᵭ, appelé d tilde médian, est une lettre latine auparavant utilisée dans l'alphabet phonétique international.

## Représentations informatiques
Le d tilde médian peut être représenté avec le caractère Unicode suivant (Extensions phonétiques) :
| formes    | représentations | chaînes de caractères | points de code | descriptions                           |
| --------- | --------------- | --------------------- | -------------- | -------------------------------------- |
| minuscule | ᵭ               | ᵭ                     | U+1D6D         | lettre minuscule latine d tilde médian |

Avant le codage de U+1D6D dans Unicode, le d tilde médian pouvait être composé approximativement avec les caractères suivants (latin de base, diacritiques) :
| formes    | représentations | chaînes de caractères | points de code | descriptions                                       |
| --------- | --------------- | --------------------- | -------------- | -------------------------------------------------- |
| minuscule | d̴               | d◌̴                    | U+0064 U+0334  | lettre minuscule latine d diacritique tilde médian |